# Кіріако Анконський
Кіріако Піццеколлі (італ. Cyriacus de Pizzicolle; 31 липня 1391, Анкона — 1453 або 1455, Кремона), більш відомий як Кіріако Анконський або Кіріако Анконіат (італ. Cyriaque d'Ancône) — італійський гуманіст епохи відродження з незалежної республіки Анкона. Мандрівник, який під час своїх подорожей Грецією в 1412—1447 роках один з перших в Європі описав пам'ятки давньогрецької архітектури і скопіював стародавні написи в Греції та Італії. Послідовником Кіріако був Помпоній Лет (1427—1497).

## Біографія

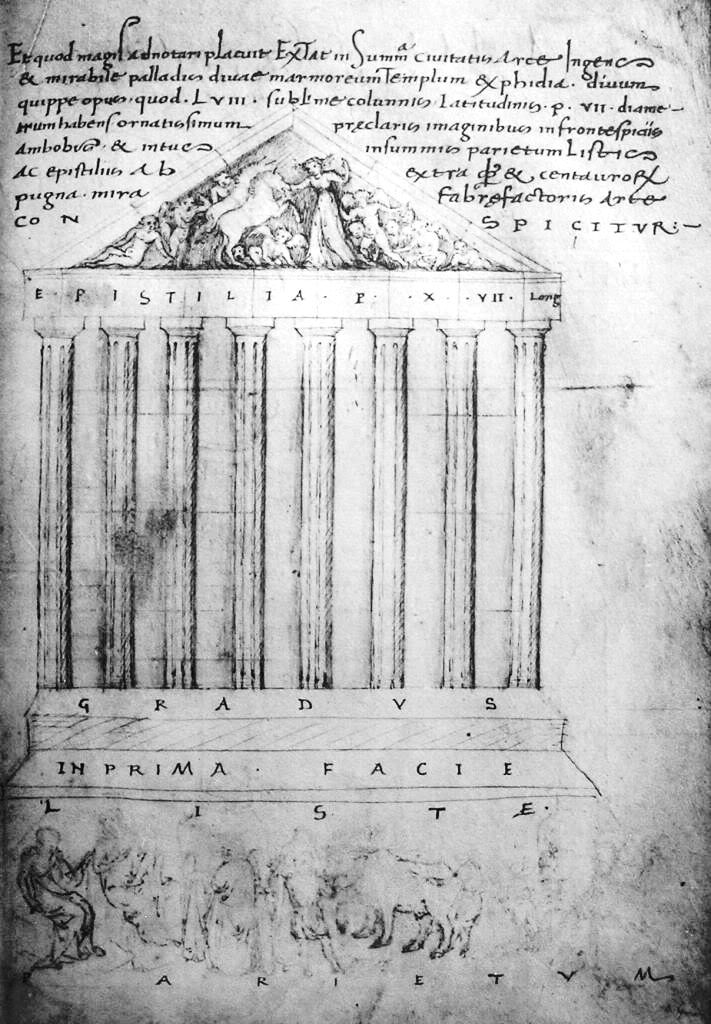
Малюнок Парфенона Кіріако Анконського

Кіріако Анконський став першим, хто здійснив подорож по країнах класичного світу з метою наукових досліджень. Результати своїх подорожей (1435—1438 роки — Грецією; 1444 року — Грецією та Малою Азією) Кіріако Анконський виклав у щоденниках і в творі, названому «Коментарі». Від цих працю збереглися тільки невеликі уривки, як, наприклад, у записній книжці архітектора Джуліано да Сан Галло, що зберігається в бібліотеці Барберіні в Римі, і в мюнхенському зошиті («Codex») малюнків Гартмана Шеделя. В обох цих рукописах містяться копії з малюнків щоденника Кіріако Анконського. Вони представляють надзвичайний науковий інтерес, оскільки він бачив деякі пам'ятники у значно кращому вигляді, ніж вони збереглися донині. Повним відновленням трьох частин «Коментарів» займався Джованні Баттіста де Россі.
Кіріако Анконського називають «батьком археології», оскільки він пов'язав, як вважають, вивчення класичної старовини з класичною філологією.